# 德马德斯
德马德斯（英語：Demades），（前380年—前318年）。古希腊演说家与煽动者。出身贫苦，他早年支持反对马其顿，后又改变主张倡导与马其顿讲和，与德摩斯梯尼相互对抗。后被剥夺雅典公民权，逃离雅典。

## 扩展阅读
- 本条目包含来自公有领域出版物的文本: Chisholm, Hugh (编).  (第11版). London: Cambridge University Press. 1911.